# Richard Muck
Richard Muck (* 26. März 1878 in Mostau; † 1945 in Kosmanos; Pseudonym Waldteufel) war ein sudetendeutscher Forstmann und Schriftsteller.

## Leben
Richard Muck war zunächst Forstbeamter auf den Besitzungen des Fürsten Starhemberg und Baron Rothschild, konzentrierte sich jedoch später auf seine Tätigkeit als Fach- und Berufsschriftsteller. Er schrieb auch unter dem Pseudonym Waldteufel. Besonderen Erfolg hatte sein fachwissenschaftliches Werk Der echte helianthus und seine Bedeutung für die Landwirtschaft, Wildpflege und den Gemüsebau. Er war einer der ersten, der über die damals in Europa noch unbekannte Knollenfrucht Topinambur schrieb, für deren Anbau er sich in Österreich einsetzte. Seine Werke wurden in mehrere Sprachen übersetzt.

## Werke
- Wenn der Auerhahn balzt, Erzählung, 1908
- Das Geusenlied, 1914
- Die Gebote der Friedenszeit, Wien 1915 (Digitalisat)
- Der Waldmeister von Lindenberg, Roman, 1917
- Das Waldgeheimnis, Schauspiel